# Manischa Dawlatowa
Manischa Dawlatowa (tadschikisch Манижа Давлатова, englisch Manija Dawlat; * 31. Dezember 1982 in Kulob, Tadschikische SSR, Sowjetunion) ist eine tadschikische Popsängerin, die in Tadschikistan und Afghanistan sehr bekannt ist.

## Leben
Bis 1999 besuchte Manischa Dawlatowa die Mittelschule Nr. 8 in ihrer Geburtsstadt Kulob. Nach dem Abitur trat sie in die Fakultät für Fremdsprachen der Staatlichen Universität in Kulob ein, aber zwei Jahre später wechselte sie von dieser Hochschule auf die Tadschikische Nationaluniversität, um an der Fakultät für Journalismus zu studieren. 2006 schloss sie ihr Studium ab. Ihre ersten Schritte in der Popmusik machte sie im Jahre 2001, als sie die Universität besuchte. Ihr erstes Lied „Am Ufer des Flusses“ (Originaltitel: Дар лаби ҷӯй) war 2001 ein Hit und machte Manischa zu einem Popstar in Tadschikistan. Die Sängerin erreichte landesweite Popularität und gab viele Konzerte in ihrer Heimat und in Kabul. Nachdem sie zwei Alben veröffentlicht hatte, zog sie sich aus dem Musikgeschäft zurück und tritt heute nicht mehr auf. Ihr werden sehr gute Beziehungen zu Tadschikistans Präsidenten Emomalij Rahmon nachgesagt.